# Лазар (филм)
Лазар је југословенски филм из 1984. године. Режирао га је Александар Фотез, а сценарио је написао Видосав Стевановић.